# Douglas Stinson
Pour les articles homonymes, voir Stinson.
Douglas Stinson, né le 2 juin 1956 à Guelph en Ontario, est un cryptologue canadien. Il est professeur à l'université de Waterloo. Stinson s'intéresse plus particulièrement au problème de la distribution des clés de chiffrement et la conception de protocoles sécurisés. Il a également fait des recherches sur la cryptographie visuelle, un concept de secret partagé basé sur deux images superposées qui a été proposé par Shamir et Naor en 1994.
Il est l'auteur de nombreux articles et du livre Cryptography Theory and Practice ; il est également membre du comité éditorial de plusieurs journaux. 
En 1994, il obtient la médaille Hall de l'Institute of Combinatorics and Its Applications.